# Amon Simutowe
Amon Simutowe (Ndola, 6 de enero de 1982) es un ajedrecista zambiano. Gran Maestro desde 1998.
Su madre falleció antes de que cumpliera dos años y se interesó al principio por el fútbol siendo su hermano Solomon quien lo introdujo en el ajedrez con diez años. Su padre se mostró reacio al creer que su gran interés por el ajedrez iba a distraerle de sus estudios, pero su habilidad y el apoyo familiar hicieron que pudiera dedicarse a este deporte fomentando su afición con revistas y libros.
Ganó el South African Open en 2009 y representó a Zambia en las Olimpiadas de ajedrez en 2000.
Estudió economía en la Universidad de Texas con un máster en la Universidad de Oxford.